# Campionato mondiale maschile di hockey su pista Montreux 1948
Il Campionato mondiale di hockey su pista 1948 (in inglese 1948 Roller Hockey World Cup) è stata la quarta edizione della massima competizione per le rappresentative di hockey su pista maschili maggiori e fu organizzata dalla Fédération Internationale de Roller Sports. La competizione si svolse dal 24 al 29 marzo 1948 a Montreux in Svizzera.
La vittoria finale è andata alla nazionale del Portogallo che si è aggiudicata il torneo per la seconda volta nella sua storia.
Il torneo fu valido anche come 14ª edizione del campionato europeo e come 22ª edizione della Coppa delle Nazioni.

## Formula
Il campionato del mondo 1948 vide la partecipazione di nove squadre nazionali. La manifestazione fu organizzata tramite un girone all'italiana con gare di sola andata; erano assegnati due punti per l'incontro vinto, un punto a testa per l'incontro pareggiato e zero la sconfitta. Al termine del torneo la squadra prima classificata venne proclamata campione del Mondo.

## Squadre partecipanti
| Squadra     | Partecipazioni precedenti al torneo |
| ----------- | ----------------------------------- |
| Belgio      | 3 (1936, 1939, 1947)                |
| Egitto      | - (Esordiente)                      |
| Francia     | 3 (1936, 1939, 1947)                |
| Inghilterra | 3 (1936, 1939, 1947)                |
| Italia      | 3 (1936, 1939, 1947)                |
| Paesi Bassi | - (Esordiente)                      |
| Portogallo  | 3 (1936, 1939, 1947)                |
| Spagna      | 1 (1947)                            |
| Svizzera    | 3 (1936, 1939, 1947)                |

Nota bene: nella sezione "partecipazioni precedenti al torneo" le date in grassetto indicano la squadra che ha vinto quell'edizione del torneo

## Svolgimento del torneo

### Classifica finale
| Pos | Squadra     | Pt | G | V | N | P | GF | GS  | DG   |
| --- | ----------- | -- | - | - | - | - | -- | --- | ---- |
| 1.  | Portogallo  | 14 | 8 | 7 | 0 | 1 | 56 | 8   | +48  |
| 2.  | Inghilterra | 14 | 8 | 6 | 2 | 0 | 45 | 11  | +34  |
| 3.  | Italia      | 12 | 8 | 5 | 2 | 1 | 45 | 11  | +34  |
| 4.  | Spagna      | 11 | 8 | 5 | 1 | 2 | 48 | 13  | +35  |
| 5.  | Belgio      | 8  | 8 | 4 | 0 | 4 | 27 | 25  | +2   |
| 6.  | Svizzera    | 6  | 8 | 3 | 0 | 5 | 33 | 29  | +4   |
| 7.  | Francia     | 5  | 8 | 2 | 1 | 5 | 21 | 29  | -8   |
| 8.  | Egitto      | 2  | 8 | 1 | 0 | 7 | 7  | 56  | -49  |
| 9.  | Paesi Bassi | 0  | 8 | 0 | 0 | 8 | 0  | 100 | -100 |

### Risultati
| Data     | Ora | Gara        | Gara | Gara        |
| -------- | --- | ----------- | ---- | ----------- |
| 24 marzo |     | Belgio      | 0-10 | Portogallo  |
| 24 marzo |     | Spagna      | 6-3  | Svizzera    |
| 24 marzo |     | Inghilterra | 3-2  | Italia      |
| 25 marzo |     | Belgio      | 1-5  | Inghilterra |
| 25 marzo |     | Egitto      | 1-5  | Francia     |
| 25 marzo |     | Spagna      | 5-0  | Francia     |
| 25 marzo |     | Paesi Bassi | 0-17 | Inghilterra |
| 25 marzo |     | Portogallo  | 5-4  | Svizzera    |
| 25 marzo |     | Egitto      | 5-0  | Paesi Bassi |
| 26 marzo |     | Spagna      | 0-3  | Italia      |
| 26 marzo |     | Belgio      | 2-0  | Francia     |
| 26 marzo |     | Belgio      | 15-0 | Paesi Bassi |
| 26 marzo |     | Egitto      | 1-8  | Inghilterra |
| 26 marzo |     | Egitto      | 0-13 | Portogallo  |
| 26 marzo |     | Francia     | 2-5  | Svizzera    |
| 26 marzo |     | Paesi Bassi | 0-9  | Svizzera    |
| 27 marzo |     | Egitto      | 0-14 | Spagna      |
| 27 marzo |     | Francia     | 0-6  | Portogallo  |

| Data     | Ora | Gara        | Gara | Gara        |
| -------- | --- | ----------- | ---- | ----------- |
| 27 marzo |     | Italia      | 8-3  | Svizzera    |
| 27 marzo |     | Francia     | 3-7  | Italia      |
| 27 marzo |     | Paesi Bassi | 0-15 | Portogallo  |
| 27 marzo |     | Spagna      | 2-2  | Inghilterra |
| 28 marzo |     | Belgio      | 2-8  | Italia      |
| 28 marzo |     | Egitto      | 0-7  | Svizzera    |
| 28 marzo |     | Spagna      | 1-3  | Portogallo  |
| 28 marzo |     | Francia     | 8-0  | Paesi Bassi |
| 28 marzo |     | Francia     | 3-3  | Inghilterra |
| 28 marzo |     | Inghilterra | 5-1  | Svizzera    |
| 28 marzo |     | Italia      | 1-3  | Portogallo  |
| 29 marzo |     | Belgio      | 2-4  | Spagna      |
| 29 marzo |     | Belgio      | 2-0  | Egitto      |
| 29 marzo |     | Egitto      | 0-7  | Italia      |
| 29 marzo |     | Spagna      | 16-0 | Paesi Bassi |
| 29 marzo |     | Paesi Bassi | 0-15 | Italia      |
| 29 marzo |     | Inghilterra | 2-1  | Portogallo  |
| 29 marzo |     | Belgio      | 3-1  | Svizzera    |

## Campionato europeo
Il torneo fu valido anche come quattordicesima edizione dei campionati europei e venne utilizzata la graduatoria finale del campionato mondiale per determinare le posizioni in classifica. Venne escluso solo l'Egitto in quanto nazionale appartenente al continente africano. Il Portogallo si aggiudicò per la seconda volta il torneo continentale.
| Classifica | Nazionale              |
| ---------- | ---------------------- |
| Oro        | Portogallo (2º titolo) |
| Argento    | Inghilterra            |
| Bronzo     | Italia                 |
| 4          | Spagna                 |
| 5          | Belgio                 |
| 6          | Svizzera               |
| 7          | Francia                |
| 8          | Paesi Bassi            |